# Ede Rökk
Ede Rökk (Budapest, 1º settembre 1911 – 11 giugno 1990) è stato un calciatore ungherese, di ruolo attaccante.

## Carriera

### Club
Ha sempre giocato nel campionato ungherese.

### Nazionale
Ha giocato 2 partite con la maglia della nazionale.